# استیون منوچین
استیون ترنر منوچین (به انگلیسی: Steven Terner Mnuchin)‏ (زادهٔ ۲۱ دسامبر ۱۹۶۲) تهیه‌کنندهٔ سینما، مدیر صندوق پوشش ریسک و سیاستمدار آمریکایی است که از سال ۲۰۱۷ تا ۲۰۲۱، در دوران ریاست‌جمهوری دونالد ترامپ به عنوان ۷۷امین وزیر خزانه‌داری ایالات متحده آمریکا خدمت کرد.
منوچین در ۲۱ دسامبر ۱۹۶۲ در شهر نیویورک ایالت نیویورک آمریکا در خانواده‌ای یهودی زاده شد. پدرش، رابرت منوچین، بانکدار و از شرکای گلدمن ساکس، و مؤسس گالری منوچین در خیابان ۷۸م نیویورک بود. استیون، دانش‌آموختهٔ دانشگاه ییل است.
منوچین هم در گلدمن سَکس که پدرش در آن کار کرده بود، کار کرد و ثروتی بالغ بر ۴۰ میلیون دلار به دست آورد.
در انتخابات ریاست‌جمهوری ۲۰۱۲ آمریکا او از میت رامنی حمایت کرد. در سال ۲۰۱۶ او رئیس مالی کمپین ریاست جمهوری دونالد ترامپ، ۲۰۱۶ بود.

## فعالیت در سینما
در سال ۲۰۰۴ او شرکتی را بنیان نهاد که تأمین‌کنندهٔ مالی فیلم‌هایی چون مردان ایکس و آواتار بود.
در هالیوود، منوچین در همکاری با رت‌پک انترتینمنت، تک‌تیرانداز آمریکایی و مکس دیوانه: جاده خشم را تهیه کرد.

### فیلمشناسی
| سال  | عنوان                            | ملاحظات          |
| ---- | -------------------------------- | ---------------- |
| ۲۰۱۴ | فیلم لگو                         | تهیه‌کننده اجرایی |
| ۲۰۱۴ | افسانه زمستان                    | تهیه‌کننده اجرایی |
| ۲۰۱۴ | لبه فردا                         | تهیه‌کننده اجرایی |
| ۲۰۱۴ | اینجا شما را ترک می‌کنم           | تهیه‌کننده اجرایی |
| ۲۰۱۴ | آنابل                            | تهیه‌کننده اجرایی |
| ۲۰۱۴ | خباثت ذاتی                       | تهیه‌کننده اجرایی |
| ۲۰۱۴ | تک‌تیرانداز آمریکایی              | تهیه‌کننده اجرایی |
| ۲۰۱۵ | فرار در سراسر شب                 | تهیه‌کننده اجرایی |
| ۲۰۱۵ | سخت شدن                          | تهیه‌کننده اجرایی |
| ۲۰۱۵ | مکس دیوانه: جاده خشم             | تهیه‌کننده اجرایی |
| ۲۰۱۵ | دارودسته                         | تهیه‌کننده اجرایی |
| ۲۰۱۵ | تعطیلات                          | تهیه‌کننده اجرایی |
| ۲۰۱۵ | مردی از یو.ان.سی.ال.ای.          | تهیه‌کننده اجرایی |
| ۲۰۱۵ | عشاء ربانی سیاه                  | تهیه‌کننده اجرایی |
| ۲۰۱۵ | کارآموز                          | تهیه‌کننده اجرایی |
| ۲۰۱۵ | پن                               | تهیه‌کننده اجرایی |
| ۲۰۱۵ | بحران برند ماست                  | تهیه‌کننده اجرایی |
| ۲۰۱۵ | در دل دریا                       | تهیه‌کننده اجرایی |
| ۲۰۱۶ | چگونه مجرد باشیم                 | تهیه‌کننده اجرایی |
| ۲۰۱۶ | ویژه نیمه‌شب                      | تهیه‌کننده اجرایی |
| ۲۰۱۶ | بتمن در برابر سوپرمن: طلوع عدالت | تهیه‌کننده اجرایی |
| ۲۰۱۶ | کیانو                            | تهیه‌کننده اجرایی |
| ۲۰۱۶ | احضار ۲                          | تهیه‌کننده اجرایی |
| ۲۰۱۶ | اطلاعات مرکزی                    | تهیه‌کننده اجرایی |
| ۲۰۱۶ | افسانه تارزان                    | تهیه‌کننده اجرایی |
| ۲۰۱۶ | در تاریکی                        | تهیه‌کننده اجرایی |
| ۲۰۱۶ | جوخه انتحار                      | تهیه‌کننده اجرایی |
| ۲۰۱۶ | سالی                             | تهیه‌کننده اجرایی |
| ۲۰۱۶ | لک‌لک‌ها                           | تهیه‌کننده اجرایی |
| ۲۰۱۶ | حسابدار                          | تهیه‌کننده اجرایی |
| ۲۰۱۶ | قوانین صدق نمی‌کنند               | تهیه‌کننده        |
| ۲۰۱۶ | زیبایی موازی                     | تهیه‌کننده اجرایی |
| ۲۰۱۷ | فیلم لگو بتمن                    | تهیه‌کننده اجرایی |
| ۲۰۱۷ | The Lego Ninjago Movie           | تهیه‌کننده اجرایی |